# Napeogenes corena
Napeogenes corena är en fjärilsart som beskrevs av William Chapman Hewitson 1861. Napeogenes corena ingår i släktet Napeogenes och familjen praktfjärilar. Inga underarter finns listade i Catalogue of Life.